# Меркулова, Александра Сергеевна
Алекса́ндра Серге́евна Мерку́лова (род. 25 ноября 1995, Москва) — российская гимнастка. Мастер спорта России международного класса по художественной гимнастике. Заслуженный мастер спорта России. Абсолютная чемпионка Юношеских Олимпийских игр 2010. Чемпионка Европы среди юниоров (2010).

## Биография
Александра Меркулова родилась 25 ноября 1995 года в Москве, стала третьим ребёнком в семье. У неё есть две старшие сестры (одна, Ольга, изучала китайский в МГУ и сейчас живёт в Китае, а вторая, Наташа — стала врачом), а также два младших брата — Савва и Василий, которые ходят в секцию дзюдо.
Александра попала в спорт не случайно. Папа мечтал вырастить чемпионку, мама больше склонялась к творческому будущему ребёнка. В итоге родители пришли к консенсусу, остановившись на художественной гимнастике.

Мне было чуть больше трёх лет, когда меня привели в СДЮШОР № 24. Я толком не знала, где право, где лево, но в спорт влюбилась сразу. Прекрасно помню свою первую встречу с Ириной Винер. Лет в шесть меня привели на Гран-при, я побежала к ней за автографом. В этот самый момент закончилась паста в ручке. Как же долго я плакала! А как я тряслась, когда в 11 лет выиграла первенство МГФСО и меня привезли в Новогорск показать главному тренеру. Ну а когда она мне сказала, что я похожа на Алину Кабаеву, на кумира моего детства, у меня даже коленки подкосились от восторга, — говорит Александра
В одном интервью Ирина Александровна ответила на вопрос, который волнует многих: «Что же в Саше есть такое, чего в других гимнастках нет?»:

Понимаете, это не так просто объяснить. Но я попробую. Вот ещё такая у нас девочка есть — девятилетняя Настя Плотникова. Про Сашу она мне заявляет: «Саша реально зажигает!» Она прочувствовала Сашину энергетику! «На раз!» Я стараюсь таких детей приблизить, потому что я с ними советуюсь. Они по-другому видят, глубже, понимаете? И когда родители мне жалуются, что, мол, детишки больно умные, то-то они говорят, то-то они не делают, я им отвечаю, что здесь нужно не учить, а учиться. У детей.
Первый тренер — Наталья Ермолаева. Затем Александра тренировалась под руководством Ирины Винер и Людмилы Минаевой в учебно-тренировочном комплексе «Новогорск». Она тренировалась по семь часов в день и, по её словам, спокойно справлялась с нагрузками. Затрудняется сказать, кого считает идеалом в художественной гимнастике, но признается, что мечтой детства было взять автограф у Алины Кабаевой. По словам Саши, любимым является упражнение с мячом, которое получается легко и в радость.
Александра Меркулова религиозна и верит в Бога.
Уже в ходе Олимпиады в Лондоне, за несколько дней до начала соревнований по художественной гимнастике, было объявлено о замене в составе сборной команды России и вместе с признанным фаворитом соревнований Евгенией Канаевой вместо Меркуловой в Лондон поехала Дарья Дмитриева. Решение было принято в ходе контрольных тренировок; по словам главного тренера сборной Ирины Винер, решение было во многой обусловлено небольшой травмой Меркуловой.
В преддверии сезона 2013 года Александра восстанавливалась после травмы и занималась подготовкой новых программ. На первом в этом году турнире серии Гран-При она выступила в обновлённом составе сборной команды России и завоевала серебряную медаль в упражнении с мячом.
В 2015 году в феврале на Гран-При в Москве Александра объявила о завершении своей карьеры, а позже сообщила, что намерена помогать Ирине Винер с подготовкой гимнасток из молодёжной сборной России.
27 июня 2018 г. родила сына Мишу, о чём сообщила в своём Инстаграм.

## Достижения
Александра Меркулова является заслуженным мастером спорта по художественной гимнастике, а также входила в состав сборной России.
- Юношеские Олимпийские Игры: Золото: АА (2010). Абсолютная чемпионка
- Чемпионаты Европы среди юниоров: Золото: АА (2010)
- Победительница спартакиады учащихся, чемпионка России (2010)
- Победительница этапа Кубка мира среди юниорок (Пезаро, Италия, 2009)
- Победительница Гимназиады (2009)
- Победительница Гран-при среди юниорок (Москва, 2010)
- Победительница Первенства России среди юниорок в многоборье (Санкт-Петербург, 14-17 января 2010)
- Победительница юниорского этапа Кубка мира 2010 (Санкт-Петербург, Россия)
- Чемпионка мира в командном зачёте (2011)
- Победительница серии международных соревнований FIG
- На Международном турнире «Алина» Александра Меркулова получила специальный приз от Ирины Винер.
- Чемпионка Универсиады в упражнении с мячом (Казань, 2013)

## Награды
- Заслуженный мастер спорта России (31 декабря 2013 года)[10].
- Почётная грамота Президента Российской Федерации (19 июля 2013 года) — за высокие спортивные достижения на XXVII Всемирной летней универсиаде 2013 года в городе Казани[11].